# Žan Belenjuk
Žan Vensanovyč Belenjuk (in ucraino Жан Венсанович Беленюк?, in francese Jean Beleniouk; Kiev, 24 gennaio 1991) è un lottatore e politico ucraino di origini ruandesi, specializzato nella lotta greco-romana. Dal 2019 è deputato presso la Verchovna Rada.

## Biografia
È nato nel 1991 a Kiev da madre ucraina e padre ruandese. Suo padre era pilota e studiò a Kiev presso la National Aviation University. Morì durante la guerra civile ruandese.

## Carriera sportiva
Beleniuk ha iniziato a lottare nel 2000 all'età di 9 anni.
Ha rappresentato l'Ucraina ai Giochi olimpici estivi di Rio de Janeiro 2016, vincendo la medaglia d'argento nel torneo degli 85 kg, dopo essere rimasto sconfitto contro il russo Davit Chakvetadze in finale.
Ai Giochi olimpici di Tokyo 2020 ha vinto la medaglia d'oro negli 87 kg, superando l'ungherese Viktor Lőrincz nell'incontro decisivo per il titolo.

## Carriera politica
È stato eletto deputato alla Verchovna Rada, il parlamento unicamerale ucraino, alle elezioni parlamentari ucraine del luglio 2019, come membro del partito politico Servitore del Popolo (in ucraino Слуга народу?), fondato dal comico Volodymyr Zelens'kyj. È stato il primo deputato di etnia mista della storia dell'assemblea legislativa ucraina. Ha assunto l'incarico di primo vicepresidente della commissione per la gioventù e lo sport della Verkhovna Rada.

## Palmarès
- Giochi olimpici

Rio de Janeiro 2016: argento negli 85 kg.
Tokyo 2020: oro negli 87 kg.
Parigi 2024: bronzo negli 87 kg.
- Mondiali

Tashkent 2014: bronzo negli 85 kg.
Las Vegas 2015: oro negli 85 kg.
Budapest 2018: argento negli 87 kg.
Nur-Sultan 2019: oro negli 87 kg.
Belgrado 2023: bronzo negli 87 kg.
- Europei

Belgrado 2012: bronzo negli 85 kg.
Vantaa 2014: oro negli 85 kg.
Riga 2016: oro negli 85 kg.
Bucarest 2019: oro negli 87 kg.
Varsavia 2021: bronzo negli 87 kg.
Bucarest 2024: bronzo negli 87 kg.
- Giochi europei

Baku 2015: argento negli 85 kg.
Minsk 2019: oro negli 87 kg.
- Universiade

Kazan' 2013: bronzo negli 85 kg.
- Giochi mondiali militari

Mungyeong 2015: oro negli 85 kg.